# カウナス国際空港
カウナス国際空港（リトアニア語: Kauno tarptautinis oro uostas）はリトアニア第二の都市、カウナス近郊にある国際空港（カウナスの北東約15kmのカルメラヴァにある）。リトアニアではヴィリニュス国際空港に次いで2番目に旅客数の多い空港である。

## 就航航空会社と就航都市
| 航空会社           | 就航地 |
| ------------------ | --- |
| エア・バルティック | リガ |
| ライアンエアー     | ブリストル、カリャリ、ダブリン、フランクフルト（ハーン）、ロンドン（ルートン）、ロンドン（スタンステッド） |

## 空港アクセス

### カウナス中心部方面
- 市バス29系統、E29系統(2.00Lt)
  - 空港と市中心部を結ぶバス。29系統は約1時間に1本。カウナス中心部まで約40分。
  - 夜はE29系統が、最終便の到着後に出発する。(2013年11月現在、0時30分)

### 中距離バス
- Ollexバス
  - ビリニュスまで片道35Lt(€11)、往復55Lt(€16)
  - クライペダまで片道59Lt(€18)、往復100Lt(€29)
- FlyBus[4]
  - リガまで€20。